# Аварці
Аварці (самоназва — аварал, avaral, магlарулал, mah̨arulal) — найбільший народ сучасного Дагестану, Російська Федерація.

## Розселення
Аварці сьогодні проживають на території Дагестану і є найчисленнішим етносом цієї республіки. Населяють більшу частину гірської частини, а частково і рівнини (Буйнакський, Хасав'юртівський та ін. райони). Крім Дагестану, проживають в Чечні, Калмикії та інших суб'єктах РФ, а також в Азербайджані (головним чином, Белоканський і Закатальський райони — понад 100 тис. осіб), Грузії (кварельські аварці) і Туреччині. За межами Росії найбільшою аварською діаспорою є діаспора в Туреччині (приблизно 20 поселень). Одвічна область розселення аварців в Дагестані — басейни річок Аварське й Андійське Койсу, Каракойсу.

## Демографія
Чисельність в РФ (2002) — 814 473 осіб. Аварцями асимільовано багато споріднених мовно народів (арчинці, андо-цезські народи). У містах мешкає лише 32 % аварців (станом на 2001). За останні 35 років чисельність аварців в Росії збільшилася у 2,5 рази. Народжуваність і рівень природного приросту аварців залишаються дуже високими, незважаючи на тенденцію, що намітилася в останні роки, до стабілізації. Частка міського населення зростає швидшими темпами. Чисельність городян серед аварців за останні 35 років зросла у 7 разів, в значній мірі за рахунок міграцій з села. Проте в містах народжуваність падає досить повільно.
Досить високий рівень ендогамії (внутрішньоетнічних шлюбів), що підвищується в останній час. У Дагестані не відбувається ні асиміляція корінних народів російським населенням, ні формування єдиного дагестанського етносу. Відбувається утворення декількох великих етнічних спільнот у результаті асиміляції ними нечисленних груп.

## Основні райони проживання аварців за даними перепису 2010

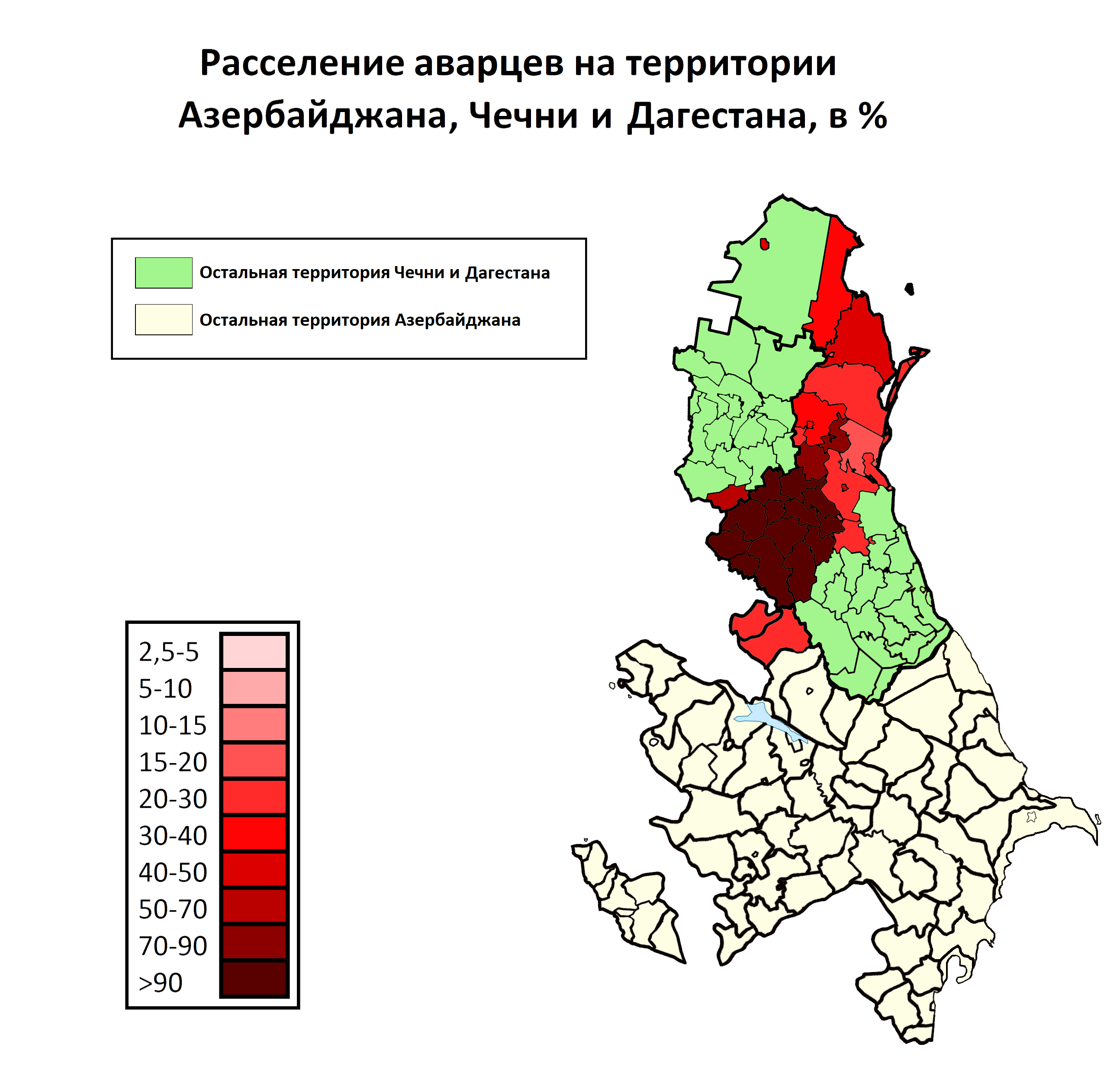
Аварці на території Чечні, Дагестану і Азербайджану

## Основні райони проживання аварців за даними перепису 2010[8]
| Назва району           | Населення району | % аварців |
| Цунтинський район      | 18 282           | 99,4 %    |
| Ахвахський район       | 22 014           | 99,4 %    |
| Гергебільський район   | 19 910           | 99,2 %    |
| Цумадинський район     | 23 345           | 98,9 %    |
| Шамільський район      | 28 122           | 98,7 %    |
| Гумбетівський район    | 22 046           | 98,6 %    |
| Тляратинський район    | 22 165           | 98,4 %    |
| Унцукульський район    | 29 547           | 97,5 %    |
| Хунзахський район      | 31 691           | 97,5 %    |
| Чародинський район     | 11 777           | 97,3 %    |
| Гунібський район       | 25 303           | 96,4 %    |
| Ботліхський район      | 54 322           | 95,1 %    |
| Казбеківський район    | 42 752           | 85,9 %    |
| Кизилюртівський район  | 61 876           | 83,4 %    |
| Кизилюрт (м/о)         | 43 421           | 71,7 %    |
| Кізлярський район      | 67 287           | 46,6 %    |
| Южно-Сухокумськ        | 10 035           | 46,1 %    |
| Буйнакськ              | 62 623           | 45,8 %    |
| Тарумовський район     | 31 683           | 35,8 %    |
| Хасав'юртівський район | 141 232          | 31,4 %    |
| Хасавюрт               | 131 187          | 30,7 %    |
| Махачкала (м/о)        | 696 885          | 26,7 %    |
| Буйнакський район      | 73 402           | 23,5 %    |
| Левашинський район     | 70 704           | 22,4 %    |
| Новолакський район     | 28 556           | 21,9 %    |
| Бабаюртівський район   | 45 701           | 20,3 %    |
| Кизляр (м/о)           | 51 707           | 20,1 %    |
| Кумторкалинський район | 24 848           | 18,7 %    |
| Каспійськ              | 100 129          | 14,6 %    |
| Ізбербаш               | 55 646           | 3,5 %     |
| Рутульський район      | 22 926           | 2,7 %     |
| Лакський район         | 12 161           | 1,1 %     |
| Дагестан               | 2 910 249        | 29,4 %    |

## Походження

Прапор Аварського ханства

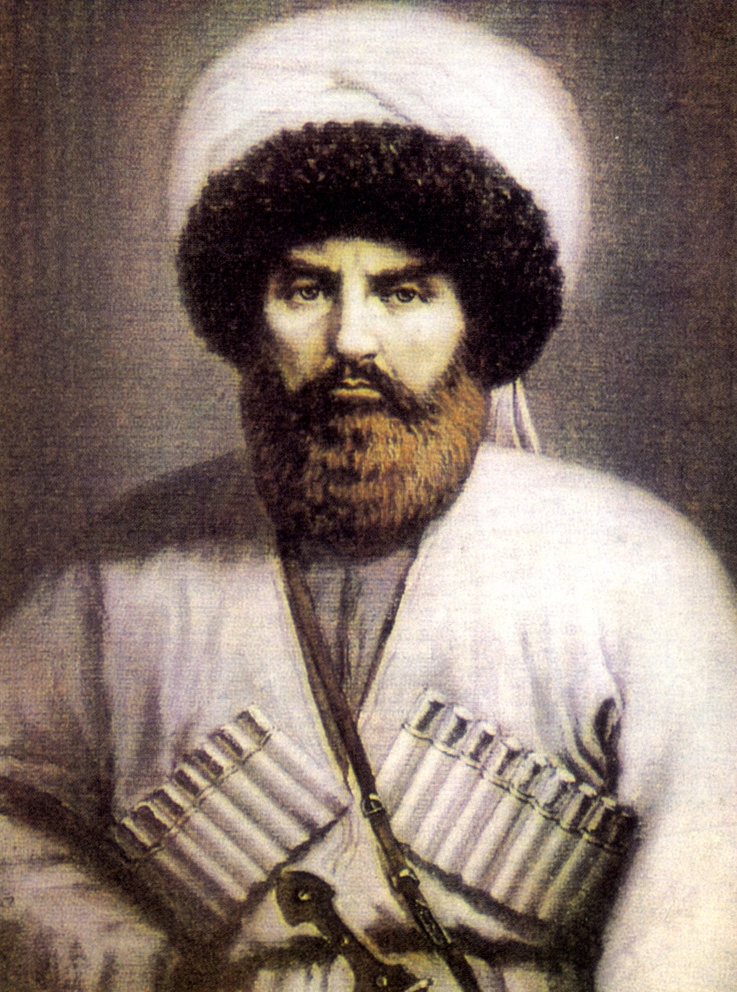
Імам Шаміль

Землі Дагестану були заселені ще за часів пізнього неоліту (4-3,5 тисячі років до н. е.). Аварці є прямими нащадками цих народів, що говорили спільною дагестано-нахською мовою. Наприкінці 3 тисячоліття до н. е. предки аварців перейшли до осілого землеробсько-скотарського типу господарства. Етногенез аварців проходив в умовах гірської ізоляції, що сприяв консервації певних рис господарства і культури, антропологічної зовнішності населення, мовних особливостей. Вже античні джерела I—II століть згадують «саварен», які, швидше за все, є предками сучасних аварців. З аварцями пов'язують також відомі з другої половини I тисячоліття до н. е. племена легів, гелів, каспіїв, утіїв.
У I тисячолітті нашої ери аварці досягли великих успіхів у терасному землеробстві. Арабські джерела (ІХ-Х століть) містять дані про царство Серір, на місці якого виникло Аварське ханство. Аварське ханство змальовується джерелами як союз вільних товариств, які об'єднувалися під центральною владою хана лише у військових цілях. Пізніше тут виникло Мехтулинське ханство, до якого входило близько сорока «вільних суспільств».
У XV столітті серед аварців утвердився іслам сунітського толку, з XVI століття існувала писемність на арабській графічній основі. Аж до XVIII століття Аварське ханство перебувало у залежності від Персії. Після приєднання Дагестану до Росії в 1813 році аварці взяли участь у визвольній боротьбі горців Дагестану і Чечні під керівництвом Шаміля. У другій половині XIX століття до аварців стали проникати товарно-грошові відносини. Національна консолідація аварців прискорилася з утворенням 1921 року Дагестанської АРСР (з 1991 року — Республіка Дагестан).
Ще в другій половині XIX століття термін «аварці» був самоназвою лише для жителів Хунзахського плато. Аварці називали себе за назвами громад, до яких належали. Частина цих громад була залишками давніх племен, а частина місцевими угрупуваннями що склалися історично. Тому в російських джерелах аварці звалися за цими громадами: салатовці, бактлінці, койсубулінці, андалальці, телетлинці, хунзахці, гідатлінці тощо.
Навколо аварців консолідується 13 сучасних андо-дідойських етнічних груп: андійці, ботліхці, годоберинці, каратинці, ахвахці, чамалинці, кванадинці, тиндинці (так звані андійські народи) і цези (дідойці), хвар-шинді, бежитинці, гунзебці і арчинці (так звані дідойські народи).

## Мова
Рідна мова — аварська, нахсько-дагестанської групи північнокавказької мовної родини. Має дві говірки: північну і південну, кожна з яких включає ряд діалектів. Високі показники вибору мови своєї національності як рідної.
Згідно перепису населення рф 2010 року, 80,88% серед етнічних аварців у Дагестані вільно володіють аварською мовою.

## Антропологічна характеристика
Аварці належать до балкано-кавказької раси великої європеоїдної раси.

## Релігія
За релігійними поглядами віруючі аварці — мусульмани-суніти. Збереглися пережитки домусульманських вірувань (шанування природних явищ, святих місць, обряди викликання дощу і сонця та інші).

## Побут

### Господарство

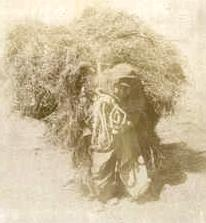
Стара аварка несе дрова, 1870-ті

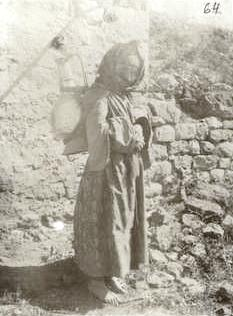
Молода аварка несе глечик з водою, 1870-ті

Традиційні заняття аварців — гірське скотарство і орне землеробство, місцями садівництво з штучним зрошенням і терасовою розробкою гірських схилів. Землеробство відігравало провідну роль до ХІІІ-XIV століть. З XIV-XV століть основним напрямком господарства більшості районів стає тваринництво, хоча в багатьох селищах, перш за все по долинах Койсу, значне місце займає садівництво.
У XIV—XV століттях припиняються вторгнення кочівників, велика увага приділяється землеробства, аварці починають вирощувати товарне зерно. На рівнинних районах аварці вирощували ячмінь, пшеницю, голозерний ячмінь, жито, овес, просо, бобові, кукурудзу, картоплю, льон, коноплі. У гірських районах і передгір'ях землеробство поєднувалося зі скотарством, у високогір'ї провідна роль належала скотарству (головним чином отарному вівчарству). Традиційні породи овець — грубошерстні, за радянських часів з'явилися тонкорунні породи овець.
Існуючі державні утворення зазвичай підтримували один з одним дружні відносини, що забезпечувало без перешкод перегін худоби з гір на рівнину й назад. Стадо складалося звичайно на 2/3 з овець та кіз і на 1/3 з великої рогатої худоби, коней і віслюків. За всіх часів аварці займалися садівництвом і виноградарством, практикували терасування гірських схилів, безпарову сівозміну, чергування сільськогосподарських культур, триярусне використання ділянок. Існувала зрошувальна система.
Аварці використовували дерев'яні та металеві знаряддя праці: дерев'яний плуг із залізним лемешем, мотику, кирку, малу косу, серп, молотильні дошки, волокуші, вила, граблі, дерев'яну лопату.
Домашні і кустарні промисли аварців: шерстяне ткацтво, виробництво повсті, килимарство, обробка шкіри, виготовлення мідного посуду, золотоковальство, обробка дерева, шкір і каменю, ковальська справа, карбування по металу (сріблу, міді, мельхіору) тощо.

### Оселя

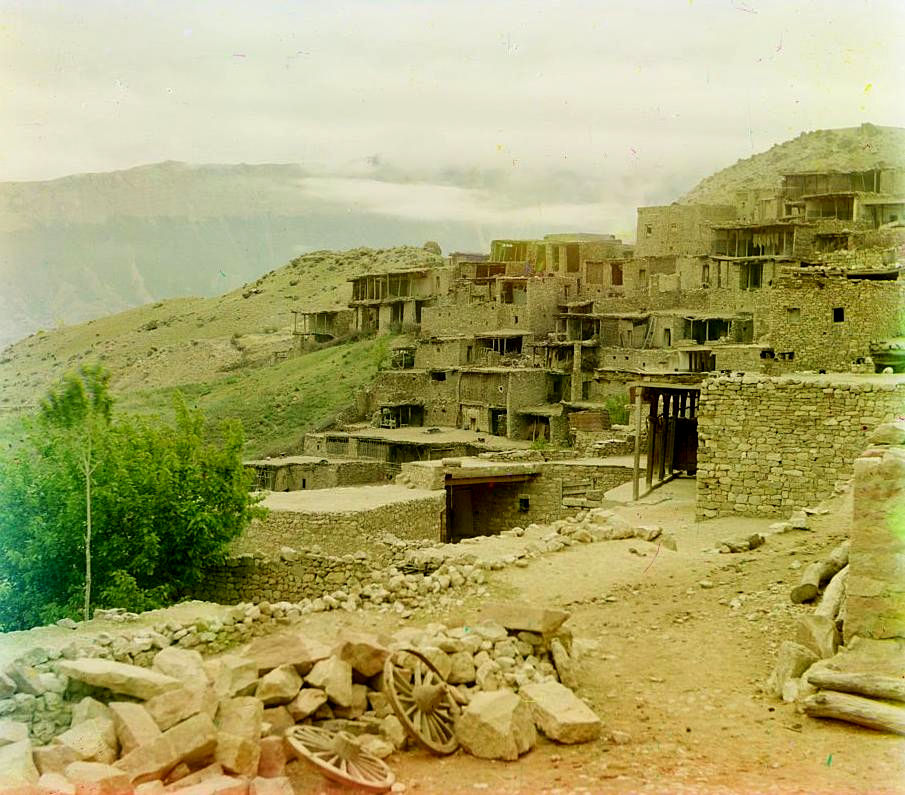
Селище Гуніб, батьківщина Шаміля

У високогірних районах аварці проживали невеликими поселеннями на 30—50 будинків, в гірських районах — поселеннями у 300—500 будинків. Будинки становили суцільну стіну вздовж вузьких вуличок, які часто перекривалися навісом і утворювали тунелі. У багатьох селищах ставили бойові башти.
Рівнинні селища збудовані за сучасним типом. Традиційні житла аварців являють собою кам'яні будівлі у 1, 2, 3 поверхи з пласким земляним дахом або 4-5-поверхові баштоподібні будинки з окремим входом на кожному поверсі. Часто будинки будувалися за принципом, коли дах однієї домівки слугував дворищем для іншого. Характерною особливістю житла був центральний опорний стовп, прикрашений різьбленням. У наш час[коли?] аварці будують домівки з каменю в один або два поверхи із заскленою терасою, вкривають залізом або шифером.

### Вбрання
Традиційний костюм аварців — туникоподібна сорочка, штани, бешмет, черкеска, папаха, башлик, кожух, бурка, шкіряний ремінь. Жінки носили штани, сукню-сорочку, довгу сукню з подвійними рукавами, головний убір «чохто», що являв собою очіпок або відлога з мішечком для кіс, кольорові покривала, фабричні хустки, смушкові шуби. Костюм оторочувався вишивкою, сріблом, доповнювався срібними прикрасами. Взуття у аварців було шкіряним, повстяним або в'язаним.

### Родинно-побутові взаємовідносини
Сімейні стосунки складалися на основі шаріату, суспільне життя регулювалася звичаями взаємодопомоги, гостинності, кровної помсти.

## Культура

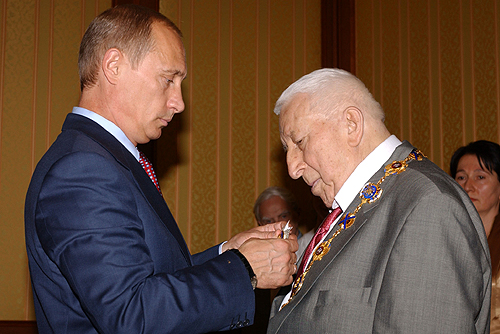
Расул Гамзатович Гамзатов

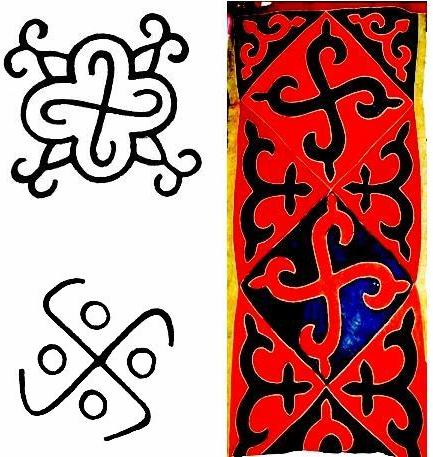
Аварські свастики, хрести та орнаменти

### Фольклор
Дуже багатий і різноманітний аварський фольклор (пісенні і прозаїчні жанри). До наших днів дійшли багато епічних та ліричних оповідань, пісень, казок, прислів'їв, приказок.

### Музика
Аварці грали на різних музичних інструментах: чагчан, чагур, тамур-пандур, лал (вид сопілки), зурна, бубон, барабан. Різноманітні танці: швидкі, повільні, чоловічі, жіночі, парні.

### Образотворче мистецтво
Образотворче мистецтво аварців представлене орнаментуванням по дереву, каменю, металу і тканинах.

## Аварська кухня
Своєрідністю відзначається кухня в аварців. Належить до північнокавказьких кухонь. Аварська національна кухня ввібрала в себе деякі традиції азербайджанської та грузинської кухонь, але набагато більше пов'язана вона з кухнею степових скотарських народів, склалися під впливом давніх ногайців, кумиків, кипчаків, туркмен і, трохи пізніше, османських завойовників.
Часто використовується баранина та яловичина. Важливим компонентом багатьох страв є сушене м'ясо. Основною стравою аварської кухні є хінкал. Йому присвячуються вірші та пісні. На відміну від хінкалі аварський хінкал це поєднання декількох страв — юшки, тіста, соуса, м'яса, зелені.
Окремою стравою є наваристі супи (чурпа) з використання м'яса, сочевиці, щавеля. В інших стравах часто використовується квасоля. Проте суто овочевих страв у аварців доволі мало. Відповідно до східних кухонь в аварській багато солодких страв.